# سد سردشت
سد سَردَشت یا سد کولَسه، یک سد سنگریزه‌ای با هسته رسی است که در ۱۳ کیلومتری جنوب شرقی سردشت بر روی رودخانه زاب کوچک قرار دارد. مطالعات مقدماتی سد در سال ۱۳۷۸ توسط شرکت مهندسی مشاور مشانیر انجام شد و ساخت این سد از سال ۱۳۸۸ تا سال ۱۳۹۶ به طول انجامید. این سد ۱۱۲ متر ارتفاع و ۲۸۰ متر طول دارد. سد سردشت دارای نیروگاه برق‌آبی با ظرفیت ۱۵۰ مگاوات و توان تولید سالانه ۴۲۲ گیگاوات ساعت برق است.و مکانی بسیار زیباست

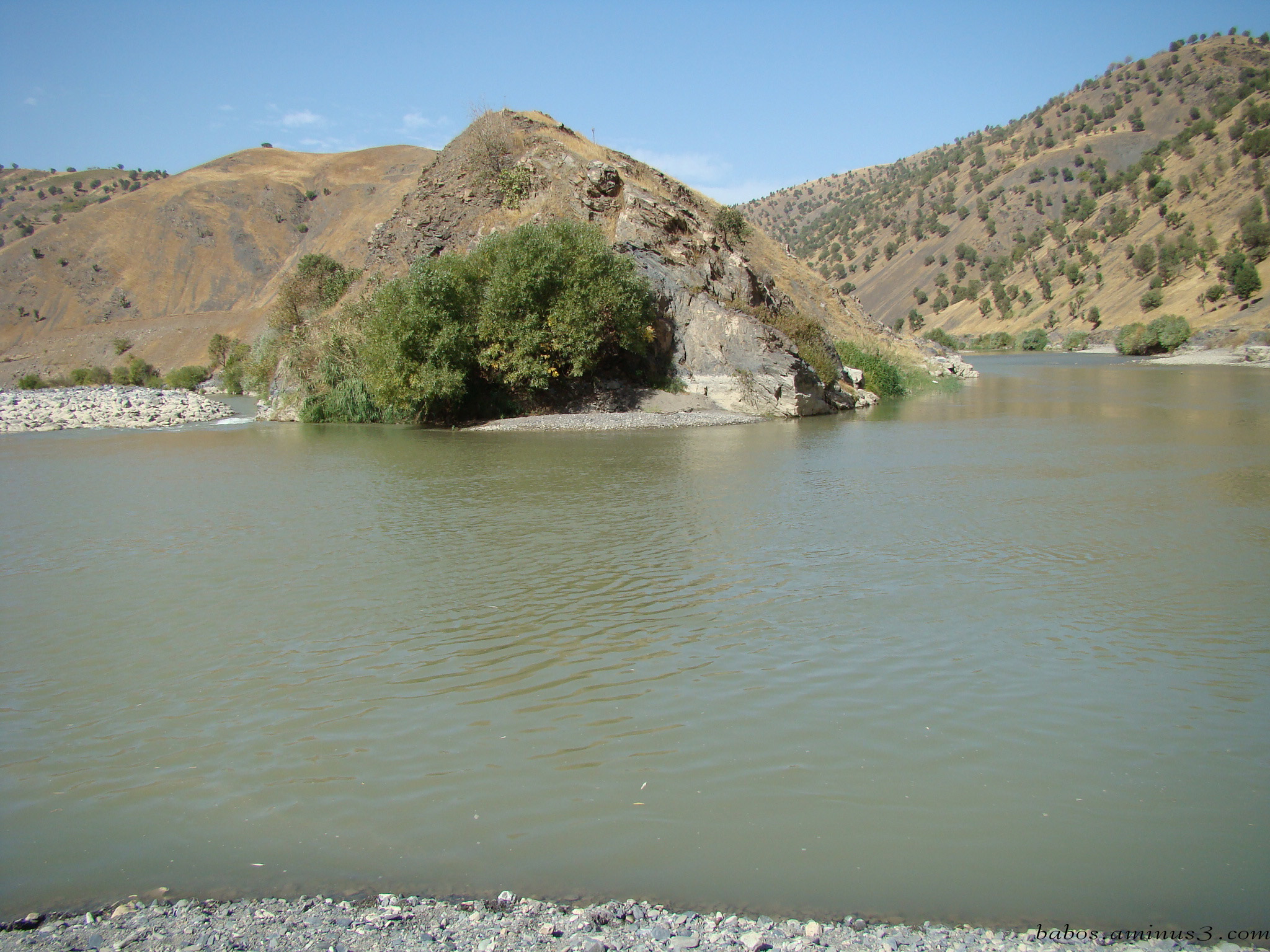
رودخانه زاب در محل ورود به دریاچه سد